# 10035 Davidgheesling
10035 Davidgheesling eller 1982 DC2 är en asteroid i huvudbältet som upptäcktes den 16 februari 1982 av den slovakiske astronomen L. Brožek vid Kleť-observatoriet.
Asteroiden har en diameter på ungefär 5 kilometer. Den är uppkallad efter meteoritexperten David Gheesling, som hade världens största privata meteoritsamling.